# Conseil d'État du canton de Nidwald
Pour les autres articles nationaux ou selon les autres juridictions, voir Conseil d'État.
Le Conseil d'État du canton de Nidwald (en allemand : Regierungsrat des Kantons Nidwalden) est le gouvernement du canton de Nidwald, en Suisse.

## Description
Le Conseil d'État est une autorité collégiale composée de sept membres. Le président porte le titre de Landammann.
Chaque conseiller d'État est à la tête d'un département (en allemand : Direktion). Les départements portent les noms suivants :
- Département des finances (Finanzdirektion)
- Département des constructions (Baudirektion)
- Département de la justice et de la sécurité (Justiz- und Sicherheitsdirektion)
- Département de la formation (Bildungsdirektion)

- Département de l'agriculture et de l'environnement (Landwirtschafts- und Umweltdirektion)
- Département de la santé et des affaires sociales (Gesundheits- und Sozialdirektion)
- Département de l'économie (Volkswirtschaftsdirektion)

## Élection
Depuis 1996, année de l'abolition de la Landsgemeinde, les membres du Conseil d'État sont élus au scrutin majoritaire à deux tours pour une période de quatre ans. Leur élection et leur entrée en fonction, fixée au 1er juillet, doivent coïncider avec celles des membres du parlement,. Le Landammann est élu par le parlement pour une période d'un an. Il n'est pas rééligible pour la période suivante.

## Composition actuelle (2022-2026)
Date de l'élection : 13 mars 2022
- Michèle Blöchliger (UDC)
- Joe Christen (PLR)
- Othmar Filliger (Le Centre)
- Karin Kayser-Frutschi (Le Centre)
- Therese Rotzer-Mathyer (Le Centre)
- Res Schmid (UDC)
- Peter Truttmann (Vert'libéraux)

## Anciennes compositions

### 2018-2022
- Alfred Bossard (PLR)
- Michèle Blöchliger (UDC)
- Othmar Filliger (Le Centre)
- Joe Christen (PLR)
- Karin Kayser-Frutschi (Le Centre)
- Josef Niederberger-Streule (Le Centre)
- Res Schmid (UDC)

## Historique
Les élections de 2022 voient le Parti libéral-radical perdre l'un de ses deux sièges et les Vert'libéraux entrer au gouvernement avec un transfuge du Centre.

### Bases légales
- Constitution du canton de Nidwald (Cst./NW) du 10 octobre 1965 (état le 2 mars 2011), RS 131.216.2.
- Wahl- und Abstimmungsgesetz (WAG/NW) du 26 mars 1997, NG 132.2
- Gesetz über die Organisation des Regierungsrates und der Verwaltung (RegG/NW) du 4 février 1998, NG 152.1
- Gesetz über die kantonalen und kommunalen Behörden (BehG/NW) du 25 avril 1971 (état au 1er août 2017), NG 161.1